# 袁英
袁英（？—？），江西都昌人，清朝政治人物。举人出身。
同治元年（1862年），擔任清朝廣州府南海縣知縣。后由羅瀚隆接任。